# Ломтев, Пётр Петрович
Пётр Петро́вич Ло́мтев — пермский купец 3-й гильдии, городской голова в 1829—1834 годах.

## Биография
Родился в Перми около 1790 года. Его отец Пётр Яковлевич, родом из Юговского казённого завода, купец 3-й гильдии с 1795 года, с 1807 года жил в Перми, умер в 1819 году.
Пётр Петрович также был купцом 3-й гильдии. В 1821—1823 годах служил ратманом в городском магистрате, в июне 1826 года избран вторым бургомистром города Перми. Был дважды избран городским головой Перми и занимал этот пост с 1829 по 1834 год.
В 1832 году был обвинён в избиении мещан Рядновых, а позднее уличён в злоупотреблениях: купец Д. Е. Смышляев (также бывший городским головой в 1823—1826), финансировавший строительство Новокладбищенской Всесвятской церкви, проверяя правильность расходования пожертвований, обнаружил растрату средств. За эти злоупотребления Ломтев был лишён прав состояния и сослан в Сибирь на поселение.